# Jackie Chan-diszkográfia

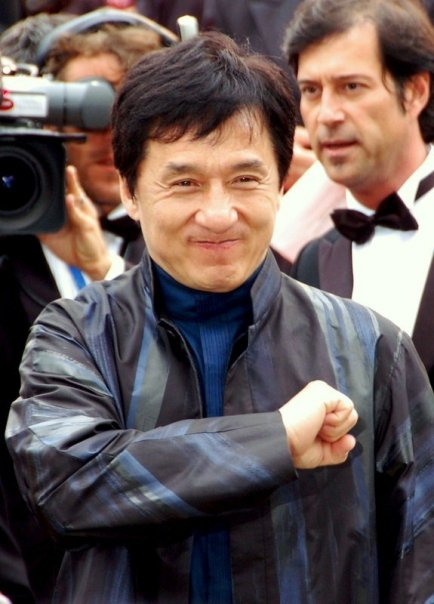
Jackie Chan nem csak színészként, de énekesként is elismert Ázsiában

Jackie Chan az 1980-as években kezdett el lemezeket készíteni, melyekkel sikert aratott Hongkongban és Ázsiában. 1984 óta több mint 20 albumot adott ki, énekelt kantoni, mandarin, japán, thai és angol nyelven. Gyakorta énekel betétdalokat filmjeihez is. Első felvétele a Kung Fu Fighting Man volt, mely a The Young Master (1980) című filmje végén hallható. Legalább tíz ilyen felvétel szerepel filmzenei albumokon is. A kantoni nyelven előadott Egy hős története (英雄故事) című dalát, mely a Rendőrsztori főcímdala volt, a hongkongi rendőrség 1994-ben felhasználta egy toborzóreklámhoz.
- Ji tiao ta lu jouJackie Chan A katona című filmjének betétdalát énekli.

Nem tudod lejátszani a fájlt?

## Lemezei
| Év   | Cím                             |
| ---- | ------------------------------- |
| 1984 | Thank You                       |
| 1984 | Love Me                         |
| 1985 | A Boy's Life                    |
| 1986 | Jackie Chan Sing Lung           |
| 1986 | Shangrila                       |
| 1987 | No Problem                      |
| 1988 | Giant Feelings                  |
| 1988 | The Best of Jackie Chan         |
| 1988 | Sing Lung                       |
| 1989 | Jackie                          |
| 1989 | See You Again                   |
| 1992 | Police Story 3                  |
| 1992 | First Time                      |
| 1994 | Drunken Master 2                |
| 1995 | Best of Movie Themes            |
| 1995 | Jackie Chan Japanese Release    |
| 1995 | Thunderbolt                     |
| 1996 | Dragon's Heart                  |
| 1997 | Mr. Nice Guy                    |
| 1998 | Mulan                           |
| 1998 | Rush Hour                       |
| 1998 | Who Am I?                       |
| 1999 | Best of Jackie Chan             |
| 1999 | Gorgeous                        |
| 2000 | Asian Pop Gold                  |
| 2001 | The Accidental Spy              |
| 2002 | With All One's Heart            |
| 2008 | Beijing Olympics Official Album |